# Dimítrisz Domázosz
Dimítrisz Domázosz, görögül: Δημήτριος Δομάζος (Athén, 1942. január 22. – Athén,  2025. január 24.) válogatott görög labdarúgó, középpályás.

## Pályafutása

### Klubcsapatban
1959 és 1978 között a Panathinaikósz, 1978 és 1980 között az AÉK, 1980-ban ismét a Panathinaikósz labdarúgója volt. A Panathinaikósszal kilenc bajnoki címet és három görögkupa-győzelmet ért el. Tagja volt az 1970–71-es idényben BEK-döntős csapatnak. Tizedik görög bajnoki címét az AÉK csapatával nyerte.

### A válogatottban
1959 és 1980 között 50 alkalommal szerepelt a görög válogatottban és négy gólt szerzett. 1970 és 1980 között az együttes csapatkapitánya volt.

## Sikerei, díjai
Panathinaikósz
- Görög bajnokság
  - bajnok (9): 1959–60, 1960–61, 1961–62, 1963–64, 1964–65, 1968–69, 1969–70, 1971–72, 1976–77
- Görög kupa
  - győztes (3): 1967, 1969, 1977
- Bajnokcsapatok Európa-kupája (BEK)
  - döntős: 1970–71

 AÉK
- Görög bajnokság
  - bajnok: 1978–79